# جغرافیای عمان
کشور عمان دارای شهرستانی برون‌بومی است به نام  شهرستان مدحاء که در خاک امارات متحده عربی واقع شده‌است؛ به‌طوری‌که خاک امارات از چهار جهت این شهرستان را احاطه نموده‌است. جمعیت آن پیرامون ۲٬۶۰۰ نفر می‌باشد. همچنین دوروستا به نام‌های شیص و نحوه که از توابع امارة شارجه از توابع امارات متحده عربی در وسط خاک‌های این شهرستان واقع می‌باشد.
سلطان نشین عمان دومین کشور بزرگی است در شبه جزیره عربستان از ناحیه مساحت، و در حدود ۳۰۰ هزار کیلومتر مربع مساحت خاک عمان می‌باشد. بیشتر خاک‌های عمان کوهستانی است و در اقصی جنوب جزیره عربستان واقع شده‌است. در بیشتر بخش‌های کشور عمان رشته‌کوه‌های بزرگ و سخت‌گذر حجر که از دشت‌ها و جلگه‌های از رأس مسندم شروع می‌شود و در امتداد امارت رأس‌الخیمه و فجیره و سلطنت عمان می‌گذرد تا بیابان‌ها و هامون‌های «الجو» امتداد یافته‌است، می‌پوشاند. در مناطق داخلیه عمان نیز کوه‌های متعددی وجود دارد. بلندترین قلهٔ این رشته‌کوه‌های بزرگ که از این مناطق عبور می‌کند کوه حجر نامی می‌شود. در وسط این کوه جبل اخضر قرار دارد که ارتفاعش به ۳۰۷۵ متر می‌رسد. ارتفاعات این کوه رنگ‌های مختلفی دارد و به‌شکل مدرج است. این کوه در بین سهل و دشت و تپه‌ماهورهای بزرگ واقع شده‌است.
در تباین خاک مناطق کشور عمان اختلاف گوناگونی وجود دارد، زمین‌های سبخ در کرانه دریا، تا سهل حاصل‌خیز باطنه در جنوب شرقی و مسقط، و از صحرای پهناور ربع‌الخالی تا حدود کوه‌های سرسبز صلاله که شبیه مناطق استوائی است.
محدوده کشور عمان از مغرب امارات متحده عربی و عربستان سعودی، از جنوب کشور یمن، از شمال تنگه هرمز، و از سمت مشرق به دریای عرب محدود می‌شود، درازی ساحل عمان ۱٬۷۰۰ کیلومتر می‌باشد.
عمان از مناطق مناسب برای صخره‌نوردی است. بسیاری از صخره‌های سرزمین عمان در کف اقیانوس باستانی تتیس که میان ایران و عمان قرار داشت شکل گرفتند.

## تقسیمات کشوری
کشور عمان به نه واحد اداری بخش می‌گردد
- چهار استان:
  - استان مسقط(بلوچستان)
  - استان مسندم
  - استان ظفار
  - استان بریمی
- و پنج منطقه:
  - منطقه باطنه
  - منطقه ظاهره
  - منطقه داخلیه
  - منطقه شرقیه
  - منطقه وسطی